# 2021년 7월
| 2021년: 1월 · 2월 · 3월 · 4월 · 5월 · 6월 · 7월 · 8월 · 9월 · 10월 · 11월 · 12월 |

| \| 2021년 7월 1일 (목요일) \| \| 편집 \| |  |      |
| 법과 범죄 - 르완다가 의료용 대마초를 합법화하였다. 정부 당국자는 오락용(레크리에이션) 대마초는 여전히 불법이며, 처벌받을 수 있다고 밝혔다. 보건 - 코로나19 범유행 - 대한민국의 0시 기준 누적 확진자 수가 157,723명으로 집계되었다. 전날 0시 대비 762명(국내 712, 해외유입 50)이 늘었다. 정치와 선거 - 대한민국 제20대 대통령 선거: 이재명 경기도지사가 대선 출마 선언을 하였다. 이 지사는 제19·20대 경기도 성남시 시장을 역임하였으며, 지난 2018년 7월부터 경기도지사로 재임 중이다. |  |      |
| 2021년 7월 1일 (목요일) |  | 편집 |

| 2021년 7월 1일 (목요일) |  | 편집 |

| \| 2021년 7월 2일 (금요일) \| \| 편집 \| |  |      |
| 경제와 비즈니스 - 유엔무역개발회의가 대한민국의 지위를 개발도상국 그룹에서 선진국 그룹으로 변경하였다. 군사 - 주한 미군 사령관: 신임 사령관에 폴 러캐머라 육군 대장이 취임하였다. 전임 로버트 B. 에이브럼스 사령관은 임기를 마치고, 퇴역하였다. 이취임식 행사는 평택시의 캠프 험프리스 바커필드 연병장에서 진행되었다. 보건 - 코로나19 범유행 - 대한민국의 코로나19 범유행 - 대한민국의 0시 기준 누적 확진자 수가 158,549명으로 집계되었다. 전날 0시 대비 826명(국내 765, 해외유입 61)이 늘었다. - 86,635명이 접종을 완료하며, 누적 접종 완료자 수가 500만 명을 넘어선 5,069,914명(인구대비 10.0%)를 기록하였다. 9시 기준 누적 1차 접종자 수는 인구대비 29.9% 수준인 15,340,827명이다. |  |      |
| 2021년 7월 2일 (금요일) |  | 편집 |

| 2021년 7월 2일 (금요일) |  | 편집 |

| \| 2021년 7월 3일 (토요일) \| \| 편집 \| |  |      |
| 보건 - 코로나19 범유행 - 대한민국의 0시 기준 누적 확진자 수가 159,342명으로 집계되었다. 전날 0시 대비 794명(국내 748, 해외유입 46)이 늘었다. 누계가 일부 정정(-1) 되었다. 재해 - 대한민국의 제주도에서 장마가 시작되었다. 7월 장마는 가장 장마가 늦게 시작된 1982년(7월 5일) 이후 39년 만이다. 장마는 2020년에는 8월 16일 끝나며, 54일 최장 기간 기록과 가능 늦은 장마 기록을 새롭게 썼으며, 기상이변이 심화함에 따라 예측이 어려워지고 집중호우 등의 피해가 날로 커지고 있다. 사회 - 민주노총이 종로에서 전국노동자대회를 개최했다. |  |      |
| 2021년 7월 3일 (토요일) |  | 편집 |

| 2021년 7월 3일 (토요일) |  | 편집 |

| \| 2021년 7월 4일 (일요일) \| \| 편집 \| |  |      |
| 보건 - 코로나19 범유행 - 대한민국의 0시 기준 누적 확진자 수가 160,084명으로 집계되었다. 전날 0시 대비 743명(국내 662, 해외유입 81)이 늘었다. 누계가 일부 정정(-1) 되었다. 스포츠 - 메이저 리그 베이스볼(MLB) 아메리칸 리그의 오타니 쇼헤이(로스앤젤레스 에인절스)가 전문가 투표(선수, 감독, 코치)에서 121표를 얻으며, 오는 7월 13일 열릴 예정인 MLB 올스타전 투수 부문에 선정되었다. 오타니는 앞서 치러진 팬 투표에서 1,961,511표를 얻으며, 지명 타자(DH) 부문 올스타로 선정되었는데, 한 해에 투수와 야수 부문에서 동시에 올스타로 선정되기는 MLB 올스타전이 시작된 1933년 이후 처음이다. 31홈런으로 이번 2021년 시즌 홈런 부문 단독 선두인 오타니는 홈런 더비에도 참가할 것으로 알려졌다. |  |      |
| 2021년 7월 4일 (일요일) |  | 편집 |

| 2021년 7월 4일 (일요일) |  | 편집 |

| \| 2021년 7월 5일 (월요일) \| \| 편집 \| |  |      |
| 보건 - 코로나19 범유행 - 대한민국의 0시 기준 누적 확진자 수가 160,795명으로 집계되었다. 전날 0시 대비 711명(국내 644, 해외유입 67)이 늘었다. |  |      |
| 2021년 7월 5일 (월요일) |  | 편집 |

| 2021년 7월 5일 (월요일) |  | 편집 |

| \| 2021년 7월 6일 (화요일) \| \| 편집 \| |  |      |
| 보건 - 코로나19 범유행 - 대한민국의 코로나19 범유행 - 대한민국의 0시 기준 누적 확진자 수가 161,541명으로 집계되었다. 전날 0시 대비 746명(국내 690, 해외유입 56)이 늘었다. - 김부겸 국무총리가 개정된 감염병예방법 시행규칙이 7월 8일부터 적용된다고 발표하였다. 김 총리는 개정 규칙은 '원스트라이크 아웃'제로, 방역 수칙 위반 적발시 한 번 위반해도 즉시 열흘간 영업정지를 시킬 수 있는 강력한 법제라고 설명하고, 협조를 당부하였다. 사고 - 러시아 캄차카 변경주에서 페트로파블롭스크캄차츠키 항공 251편이 추락, 승무원 6명과 승객 22명 등 탑승객 28명 전원이 숨졌다. 페트로파블롭스크캄차즈키 공항(옐리요보 공항)을 출발해 팔라나 공항(Palana Airport)으로 향하던 251편은, 목적지 공항 접근 중 인근의 263m 높이의 절벽에 충돌·추락한 것으로 알려졌다. |  |      |
| 2021년 7월 6일 (화요일) |  | 편집 |

| 2021년 7월 6일 (화요일) |  | 편집 |

| \| 2021년 7월 7일 (수요일) \| \| 편집 \| |  |      |
| 법과 범죄 - 아이티의 대통령 조브넬 모이즈가 암살되었다. 보건 - 코로나19 범유행 - 대한민국의 0시 기준 누적 확진자 수가 162,753명으로 집계되었다. 전날 0시 대비 1,212명(국내 1,168, 해외유입 44)이 늘었다. |  |      |
| 2021년 7월 7일 (수요일) |  | 편집 |

| 2021년 7월 7일 (수요일) |  | 편집 |

| \| 2021년 7월 8일 (목요일) \| \| 편집 \| |  |      |
| 문화와 예술 - 런던 크리스티스 경매에서 레오나르도 다 빈치가 곰의 머리를 그린 드로잉 작품이 880만 파운드(한화 약 140억원)에 낙찰되었다. 해당 작품은 1480년 전후에 그린 것으로 추정되는 은첨필 작품으로, 다빈치의 드로잉 작품 중 가장 높은 낙찰가 기록을 새롭게 썼다. 보건 - 코로나19 범유행 - 대한민국의 0시 기준 누적 확진자 수가 164,028명으로 집계되었다. 전날 0시 대비 1,275명(국내 1,227, 해외유입 48)이 늘었다. 스포츠 - 2020년 하계 올림픽: 일본 정부가 도쿄 및 수도권에서 예정된 올림픽 경기를 무관중으로 치르기로 하였다. 수도권 이외에도 올림픽 경기장이 일부 있으나, 대부분의 경기장은 수도권에 집중되어있는 것으로 알려졌다. |  |      |
| 2021년 7월 8일 (목요일) |  | 편집 |

| 2021년 7월 8일 (목요일) |  | 편집 |

| \| 2021년 7월 9일 (금요일) \| \| 편집 \| |  |      |
| 보건 - 코로나19 범유행 - 대한민국의 0시 기준 누적 확진자 수가 165,344명으로 집계되었다. 전날 0시 대비 1,316명(국내 1,236, 해외유입 80)이 늘었다. - 김부겸 국무총리가 수도권에 대하여 7월 12일부터 2주간 사회적 거리두기 4단계를 적용한다고 밝혔다. 개정된 거리두기의 가장 높은 단계라고 설명하고, 확진자 증가세를 꺾기 위한 대국민 협조를 당부하였다. |  |      |
| 2021년 7월 9일 (금요일) |  | 편집 |

| 2021년 7월 9일 (금요일) |  | 편집 |

| \| 2021년 7월 10일 (토요일) \| \| 편집 \| |  |      |
| 보건 - 코로나19 범유행 - 대한민국의 0시 기준 누적 확진자 수가 166,722명으로 집계되었다. 전날 0시 대비 1,378명(국내 1,320, 해외유입 58)이 늘었다. |  |      |
| 2021년 7월 10일 (토요일) |  | 편집 |

| 2021년 7월 10일 (토요일) |  | 편집 |

| \| 2021년 7월 11일 (일요일) \| \| 편집 \| |  |      |
| 과학 및 기술 - 버진 갤럭틱 유니티 22 - 영국의 억만장자 리처드 브랜슨이 우주 비행 회사 버진 갤럭틱이 소유하고 운영하는 스페이스플레인 'VSS 유니티'를 타고 우주를 여행했다. 보건 - 코로나19 범유행 - 대한민국의 0시 기준 누적 확진자 수가 168,046명으로 집계되었다. 전날 0시 대비 1,324명(국내 1,280, 해외유입 44)이 늘었다. 스포츠 - UEFA 유로 2020 - 웸블리 스타디움에서 열린 결승전에서 이탈리아가 잉글랜드와 1:1 연장전 끝에 이어진 승부차기에서 3:2로 꺾고 우승하였다. - 이탈리아는 UEFA 유로 1968 우승 이후 두 번째 대회 우승을 기록하였으며, 최우수 선수(MVP)에는 잔루이지 돈나룸마가 선정되었다. |  |      |
| 2021년 7월 11일 (일요일) |  | 편집 |

| 2021년 7월 11일 (일요일) |  | 편집 |

| \| 2021년 7월 12일 (월요일) \| \| 편집 \| |  |      |
| 보건 - 코로나19 범유행 - 대한민국의 0시 기준 누적 확진자 수가 169,146명으로 집계되었다. 전날 0시 대비 1,100명(국내 1,063, 해외유입 37)이 늘었다. 스포츠 - 2020년 KBO 리그: 대한민국 프로야구 리그인 KBO 리그가 두산 베어스와 NC 다이노스 등의 1군에서 코로나19 확진자가 발생한 것과 관련하여, 리그를 중단하기로 결정하였다. 관계자는 7월 13일~7월 18일 예정된 경기를 순연하여 추후 재편성하고, 7월 19일부터 8월 9일까지의 도쿄올림픽 휴식기 이후인 8월 10일 리그를 재개할 예정이라고 밝혔다. 정치와 선거 - 대한민국 제20대 대통령 선거 국민의힘 후보 경선: 서병수 경선준비위원장이 국민의힘의 예비후보 등록 신청을 공고하였다. 경선 일정을 시작한 국민의힘은, 오는 2021년 11월 9일까지 제20대 대통령 선거 후보자를 선출할 예정이다. |  |      |
| 2021년 7월 12일 (월요일) |  | 편집 |

| 2021년 7월 12일 (월요일) |  | 편집 |

| \| 2021년 7월 13일 (화요일) \| \| 편집 \| |  |      |
| 보건 - 코로나19 범유행 - 대한민국의 0시 기준 누적 확진자 수가 170,296명으로 집계되었다. 전날 0시 대비 1,150명(국내 1,097, 해외유입 53)이 늘었다. 사회 - 대한민국의 최저임금: 최저임금위원회에서 2022년도 최저임금을 9,160원으로 결정하였다. 2021년도 최저임금인 8,720원에서 440원(5.0%)이 오른 수준이다. 스포츠 - 미국 콜로라도주 덴버에서 메이저 리그 베이스볼(MLB) 올스타전이 열렸다. 아메리칸 리그(AL) 올스타팀이 5:2로 내셔널 리그 올스타팀에 승리하였다. - 최우수 선수(MVP)에는 블라디미르 게레로 주니어[22세 119일, 토론토 블루제이스(AL)]가 선정, 최연소 MVP기록을 새웠다. 종전 최연소 MVP는 1992년 올스타전 당시 22세 236일로 MVP에 선정된 켄 그리피 주니어였다. - 아메리칸 리그 올스타는 2013년 올스타전 승리 이래로, 8연승을 기록하였다. 정치와 선거 - 네팔의 정치: 네팔 대법원이 7일 이내에 의회를 복원하고, 셰르 바하두르 데우바(Sher Bahadur Deuba) 전 총리를 새 총리로 임명하라고 명령하였다. KP 샤르마 올리(KP Sharma Oli) 총리와 지지자들은 이같은 결정에 반발하였다. - 올리 총리는 지난 2020년 12월 의회 불신임에 몰린 상황에서 의회 해산 및 조기 총선을 대통령에 요청하였고, 비디아 데비 반다리 대통령은 이를 수용하였다. 그러나 대법원은 반헌법적이라며 의회 복원을 명령하였다. - 이후 올리 총리가 2021년 5월 의회 신임을 얻는데 실패하였으나, 대통령은 야권 등이 새로운 연정 구성 합의에 이르지 못했다며, 13일 올리를 재차 총리로 지명하고, 올리 총리의 요청대로 22일 의회 해산과 11월 총선을 발표하는 등 불안한 정치 상황이 이어져왔다. |  |      |
| 2021년 7월 13일 (화요일) |  | 편집 |

| 2021년 7월 13일 (화요일) |  | 편집 |

| \| 2021년 7월 14일 (수요일) \| \| 편집 \| |  |      |
| 보건 - 코로나19 범유행 - 대한민국의 0시 기준 누적 확진자 수가 171,911명으로 집계되었다. 전날 0시 대비 1,615명(국내 1,568, 해외유입 47)이 늘었다. 사고 - 서프사이드 콘도미니엄 빌딩 붕괴 사고: 사고 당시 911 신고 및 구조 요청 전화 녹음이 공개되었다. 사고 21일째로, 사망자는 97명으로 집계되었다. |  |      |
| 2021년 7월 14일 (수요일) |  | 편집 |

| 2021년 7월 14일 (수요일) |  | 편집 |

| \| 2021년 7월 15일 (목요일) \| \| 편집 \| |  |      |
| 경제와 비즈니스 - 한국은행이 금융통화위원회(금통위)를 열고, 0.5% 수준인 현행 기준금리의 유지를 결정하였다. 현행 금리는 2020년 5월 28일 0.25%p 인하된 수준이다. 금통위의 이번 결정은 2020년 7월, 8월, 10월, 11월, 2021년 1월, 2월, 4월, 5월에 이은 아홉 번째 유지 결정이다. 보건 - 코로나19 범유행 - 대한민국의 0시 기준 누적 확진자 수가 173,511명으로 집계되었다. 전날 0시 대비 1,600명(국내 1,555, 해외유입 45)이 늘었다. |  |      |
| 2021년 7월 15일 (목요일) |  | 편집 |

| 2021년 7월 15일 (목요일) |  | 편집 |

| \| 2021년 7월 16일 (금요일) \| \| 편집 \| |  |      |
| 보건 - 코로나19 범유행 - 대한민국의 0시 기준 누적 확진자 수가 175,046명으로 집계되었다. 전날 0시 대비 1,536명(국내 1,476, 해외유입 60)이 늘었다. 누계가 일부 정정(-1)되었다. |  |      |
| 2021년 7월 16일 (금요일) |  | 편집 |

| 2021년 7월 16일 (금요일) |  | 편집 |

| \| 2021년 7월 17일 (토요일) \| \| 편집 \| |  |      |
| 국제 관계 - 대한민국 외교부가 7월 16일 알려진 주한 일본 대사관 소마 히로히사(相馬弘尚) 공사의 부적절한 발언과 관련하여 아이보시 고이치 대사를 초치, 항의하였다고 밝혔다. 소마 공사는 16일 JTBC 기자와의 간담회에서 한일간 외교를 언급하며 '문 대통령이 마스터베이션(자위 행위)를 하고 있다.'는 발언을 한 것으로 알려졌다. 보건 - 코로나19 범유행 - 대한민국의 0시 기준 누적 확진자 수가 176,500명으로 집계되었다. 전날 0시 대비 1,455명(국내 1,404, 해외유입 51)이 늘었다. 누계가 일부 정정(-1)되었다. - 영국의 새지드 재비드 보건장관이 확진되었다. 보건장관과 접촉한 보리스 존슨 총리, 리시 수낵 재무장관 등이 자가 격리에 들어갔다. |  |      |
| 2021년 7월 17일 (토요일) |  | 편집 |

| 2021년 7월 17일 (토요일) |  | 편집 |

| \| 2021년 7월 18일 (일요일) \| \| 편집 \| |  |      |
| 군사 - 대한민국 군 당국이 확진자가 속출하고있는 소말리아 해역 호송전대(청해부대)의 문무대왕함 승조원을 귀국시키기 위한 '오아시스' 작전을 시행한다고 밝혔다. 초기 6명, 추가 1명이 확진된데 이어서 18일에는 61명이 추가로 확진, 누적 확진자는 68명으로 늘었다. 군 당국은 확진 여부와 상관없이 청해부대 34진 전원을 이번 작전을 통하여 귀국시키고, 대체 병력을 투입한다고 밝혔다. 파견 부대는 양민수(준장, 해사44기) 제7기동전단 단장이 지휘하며, 2중 방역을 거친 이후 함정을 인수인계할 것으로 알려졌다. 보건 - 코로나19 범유행 - 대한민국의 코로나19 범유행 - 대한민국의 0시 기준 누적 확진자 수가 177,951명으로 집계되었다. 전날 0시 대비 1,454명(국내 1,402, 해외유입 52)이 늘었다. 누계가 일부 정정(-3)되었다. - 사회적 거리두기: 수도권이 개정된 거리두기 4단계를 적용 중인 가운데, 김한근 강릉시장은 강릉시의 지역 감염 확산과 관련하여 19일부터 25일까지 거리두기를 4단계를 적용한다고 밝혔다. 수도권 이외 지역에서는 첫 4단계 적용이다. 재해 - 2021년 유럽 홍수: 유럽에서 발생한 홍수로 인한 사망자가 188명으로 늘었다. |  |      |
| 2021년 7월 18일 (일요일) |  | 편집 |

| 2021년 7월 18일 (일요일) |  | 편집 |

| \| 2021년 7월 19일 (월요일) \| \| 편집 \| |  |      |
| 국제 관계 - 한일 관계: 청와대 박수현 국민소통수석이 2020년 하계 올림픽(도쿄올림픽)을 계기로 조율하던 대한민국 문재인 대통령과 일본 스가 요시히데 총리의 정상회담이 무산되었다고 발표하였다. 그리고 대한민국 정부를 대표해 황희 문화체육관광부 장관이 도쿄올림픽 개막식에 참석한다고 밝혔다. 군사 - 대한민국 군 당국이 소말리아 해역 호송전대(청해부대)의 문무대왕함에서 179명이 추가 확진, 부대원 301명 중 247명 확진되었다고 밝혔다. 7월 15일 6명이 처음 확진되고, 1명이 추가 확진된데 이어, 전날인 7월 18일에는 61명이 확진되었다. 무력 충돌과 공격 - 이라크 바그다드의 교외 도시인 사드르시티에서 폭탄 테러가 발생, 최소 35명이 숨지고, 50명 이상이 부상을 입었다. ISIS는 자신들이 저지른 테러라고 주장하였다. 보건 - 코로나19 범유행 - 대한민국의 코로나19 범유행 - 대한민국의 0시 기준 누적 확진자 수가 179,203명으로 집계되었다. 전날 0시 대비 1,252명(국내 1,208, 해외유입 44)이 늘었다. - 허태정 대전광역시장이 확진자 증가와 관련하여, 사회적 거리두기를 3단계로 상향한다고 밝혔다. 거리두기 3단계는 오는 7월 22일부터 8월 4일까지 2주간 적용된다. 정치와 선거 - 대한민국 제20대 대통령 선거 더불어민주당 후보 경선: 더불어 민주당 이상민 중앙당 선관위원장이 비공개 최고위를 통하여 경선 일정 연기를 의결했다고 밝혔다. 순회경선은 당초 8월 7일 대전·충남지역에서 시작하여 9월 5일 서울서 종료키로 한 것을, 9월 4일 시작하여 10월 10일 종료(시작은 4주, 종료는 5주 뒤로 연기)하되, 기존대로 11차례 진행한다고 설명하였다. - 2021년 페루 대통령 선거: 공식적인 결과 선언이 지연된 지난 6월 결선 투표에 대해서, 전국 선거 배심원단이 차기 대통령에 페드로 카스티요를 지명하였다. 카스티요 신임 대통령은 오는 7월 28일 취임하게 된다. 카스티요는 8,836,380표(50.13%)를 득표, 경쟁 후보인 게이코 후지모리(8,792,117표, 49.87%)를 약 44,000여 표 차로 따돌리고 당선자가 되었다. |  |      |
| 2021년 7월 19일 (월요일) |  | 편집 |

| 2021년 7월 19일 (월요일) |  | 편집 |

| \| 2021년 7월 20일 (화요일) \| \| 편집 \| |  |      |
| 보건 - 코로나19 범유행 - 대한민국의 코로나19 범유행 - 대한민국의 0시 기준 누적 확진자 수가 180,481명으로 집계되었다. 전날 0시 대비 1,278명(국내 1,242, 해외유입 36)이 늘었다. - 박형준 부산광역시장이 확진자 증가와 관련하여 대시민 호소문을 발표하고, 사회적 거리두기를 21일 0시부터 3단계로 상향 조치한다고 밝혔다. 또한 주말까지의 상황을 보고 4단계도 검토할 수 있다고 설명하며 협조를 당부하였다. 스포츠 - 전미 농구 협회(NBA) 2021년 챔피언 결정전(파이널) 밀워키 벅스가 우승하였다. 밀워키 벅스는 6차전에서 105 : 98로 피닉스 선스를 꺾고, 4승 2패 전적으로 우승하였다. - 밀워키 벅스는 1971년 우승 이후 50년 만에 역대 두 번재 우승컵을 들어 올렸다. - 최우수 선수(MVP)에는 야니스 아데토쿤보(밀워키 벅스)가 선정되었다. 정치와 선거 - 미얀마의 정치인 냔윈(Nyan Win, 79세)이 수감 중 코로나19에 감염에 의한 합병증으로 숨진 것으로 알려졌다. 냔윈은 아웅산수찌 국가고문의 대변인, 민족민주연맹 중앙집행위원 등을 역임하였다. |  |      |
| 2021년 7월 20일 (화요일) |  | 편집 |

| 2021년 7월 20일 (화요일) |  | 편집 |

| \| 2021년 7월 21일 (수요일) \| \| 편집 \| |  |      |
| 보건 - 코로나19 범유행 - 대한민국의 0시 기준 누적 확진자 수가 182,265명으로 집계되었다. 전날 0시 대비 1,784명(국내 1,726, 해외유입 58)이 늘었다. 스포츠 - 테루노후지 하루오(照ノ富士 春雄, 1991년~)가 제73대 요코즈나에 올랐다. 레이와 시대 첫 요코즈나이다. - 오스트레일리아 브리즈번이 2032년 하계 올림픽 개최지로 선정되었다. 재해 - 파나마 남쪽 바다에서 오후 4시15분에 규모 6.9의 강진이 발생하였다. |  |      |
| 2021년 7월 21일 (수요일) |  | 편집 |

| 2021년 7월 21일 (수요일) |  | 편집 |

| \| 2021년 7월 22일 (목요일) \| \| 편집 \| |  |      |
| 보건 - 코로나19 범유행 - 대한민국의 0시 기준 누적 확진자 수가 184,103명으로 집계되었다. 전날 0시 대비 1,842명(국내 1,533, 해외유입 309)이 늘었다. 누계가 일부 정정(-4)되었다. |  |      |
| 2021년 7월 22일 (목요일) |  | 편집 |

| 2021년 7월 22일 (목요일) |  | 편집 |

| \| 2021년 7월 23일 (금요일) \| \| 편집 \| |  |      |
| 보건 - 코로나19 범유행 - 대한민국의 코로나19 범유행 - 대한민국의 0시 기준 누적 확진자 수가 185,733명으로 집계되었다. 전날 0시 대비 1,630명(국내 1,574, 해외유입 56)이 늘었다. - 전해철 중앙재난안전대책본부(중대본) 2차장(행정안전부 장관)이 중대본 대책회의 모두 발언을 통하여 수도권 사회적 거리두기 4단계 및 오후 6시 이후 3인 이상 사적 모임 금지 조치를 오는 8월 8일까지 2주간 연장한다고 발표하였다. 수도권 지역에 대한 거리두기 4단계는 지난 7월 9일 2주간 적용되었다. - 정부는 수도권 이외 지역의 확진자 증가와 관련하여, 지자체 의견 수렴을 거친 뒤 오는 7월 25일 관련 방역 강화 대책을 발표하겠다고 밝혔다. 스포츠 - 2020년 하계 올림픽 - 2020년 하계 올림픽 개막식이 도쿄 올림픽 스타디움에서 열렸다. - 이번 올림픽은 당초 2020년 7월 24일 열릴 예정이었으나, 코로나19 범유행으로 1년 연기되었다. |  |      |
| 2021년 7월 23일 (금요일) |  | 편집 |

| 2021년 7월 23일 (금요일) |  | 편집 |

| \| 2021년 7월 24일 (토요일) \| \| 편집 \| |  |      |
| 보건 - 코로나19 범유행 - 대한민국의 0시 기준 누적 확진자 수가 187,362명으로 집계되었다. 전날 0시 대비 1,629명(국내 1,573, 해외유입 56)이 늘었다. - 오스트레일리아의 최대 도시인 시드니를 비롯하여 멜버른, 브리즈번 등의 주요 도시에서 수 천여 시위대가 운집하여 감염증 유행에 따른 봉쇄 반대 시위를 벌였다. 이달 말까지 예정된 봉쇄 조치는 SARS-CoV-2 델타 변이의 유행으로 재차 연장될 것으로 전망되고 있다. 스포츠 - 2020년 하계 올림픽 - 2020년 하계 올림픽 사격 - 중화인민공화국의 사격 선수인 양첸이 여자 10m 공기 소총 결선에서 대회 첫 금메달을 기록하였다. 양첸은 결선에서 251.8점을 획득, 2위인 아나스타시야 갈라시나(러시아올림픽위원회·ROC, 251.1점)에 0.7점 앞섰다. 동메달은 니나 크리스텐(스위스, 230.6점)이 가져갔다. - 2020년 하계 올림픽 양궁 - 처음으로 실시된 양궁 혼성 단체전 종목에서 대한민국 김제덕, 안산 선수가 5:3 으로 네덜란드 팀을 꺾고, 금메달을 기록하였다. 멕시코가 터키를 꺾고, 동메달을 기록하였다. |  |      |
| 2021년 7월 24일 (토요일) |  | 편집 |

| 2021년 7월 24일 (토요일) |  | 편집 |

| \| 2021년 7월 25일 (일요일) \| \| 편집 \| |  |      |
| 보건 - 코로나19 범유행 - 대한민국의 0시 기준 누적 확진자 수가 188,848명으로 집계되었다. 전날 0시 대비 1,487명(국내 1,422, 해외유입 65)이 늘었다. 누계가 일부 정정(-1)되었다. 스포츠 - 2020년 하계 올림픽 - 2020년 하계 올림픽 양궁 여자 단체: 대한민국 여자 단체팀(안산, 장민희, 강채영)이 우승하였다. 종목 9연패로, 양궁 여자 단체전은 1988년 하계 올림픽에서 도입된 이래 대한민국 팀이 모든 금메달을 가져갔다. |  |      |
| 2021년 7월 25일 (일요일) |  | 편집 |

| 2021년 7월 25일 (일요일) |  | 편집 |

| \| 2021년 7월 26일 (월요일) \| \| 편집 \| |  |      |
| 보건 - 코로나19 범유행 - 대한민국의 0시 기준 누적 확진자 수가 190,166명으로 집계되었다. 전날 0시 대비 1,318명(국내 1,264, 해외유입 54)이 늘었다. |  |      |
| 2021년 7월 26일 (월요일) |  | 편집 |

| 2021년 7월 26일 (월요일) |  | 편집 |

| \| 2021년 7월 27일 (화요일) \| \| 편집 \| |  |      |
| 보건 - 코로나19 범유행 - 대한민국의 0시 기준 누적 확진자 수가 191,531명으로 집계되었다. 전날 0시 대비 1,365명(국내 1,276, 해외유입 89)이 늘었다. |  |      |
| 2021년 7월 27일 (화요일) |  | 편집 |

| 2021년 7월 27일 (화요일) |  | 편집 |

| \| 2021년 7월 28일 (수요일) \| \| 편집 \| |  |      |
| 경제와 비즈니스 - 미국 연방준비제도(Fed, 연준)는 연방공개시장위원회(FOMC) 정례 회의를 갖고, 기존 0.00%~0.25%의 금리 수준을 유지한다고 밝혔다. 현 금리 수준은 지난 2020년 3월 15일 인하된 수준으로, 지난 해 4월, 6월, 7월, 9월, 11월, 12월, 2021년 1월, 3월, 4월, 6월에 이은 열한 번째 금리 유지 결정이다. 보건 - 코로나19 범유행 - 대한민국의 0시 기준 누적 확진자 수가 193,427명으로 집계되었다. 전날 0시 대비 1,896명(국내 1,823, 해외유입 73)이 늘었다. |  |      |
| 2021년 7월 28일 (수요일) |  | 편집 |

| 2021년 7월 28일 (수요일) |  | 편집 |

| \| 2021년 7월 29일 (목요일) \| \| 편집 \| |  |      |
| 보건 - 코로나19 범유행 - 대한민국의 0시 기준 누적 확진자 수가 195,099명으로 집계되었다. 전날 0시 대비 1,674명(국내 1,632, 해외유입 42)이 늘었다. 누계가 일부 정정(-2)되었다. - 이스라엘이 60세 이상 고령자를 대상으로한 백신 추가 접종(부스터샷)을 개시하였다. 재해 - 미국 알래스카 페리빌 동남동쪽에서 규모 8.2의 지진이 발생하였다. |  |      |
| 2021년 7월 29일 (목요일) |  | 편집 |

| 2021년 7월 29일 (목요일) |  | 편집 |

| \| 2021년 7월 30일 (금요일) \| \| 편집 \| |  |      |
| 보건 - 코로나19 범유행 - 대한민국의 0시 기준 누적 확진자 수가 196,806명으로 집계되었다. 전날 0시 대비 1,710명(국내 1,662, 해외유입 48)이 늘었다. 누계가 일부 정정(-3)되었다. 정치와 선거 - 대한민국 제20대 대통령 선거: 윤석열 전 검찰총장이 국민의힘에 입당, 국민의힘 대선 후보 경선에 합류하였다. 윤 전 총장은 문재인 정부 두 번째 검찰총장으로, 잔여 임기 4개월여를 남기고 지난 2021년 3월에 사퇴하였으며, 이후 6월 29일 대선 출마를 선언하였다. |  |      |
| 2021년 7월 30일 (금요일) |  | 편집 |

| 2021년 7월 30일 (금요일) |  | 편집 |

| \| 2021년 7월 31일 (토요일) \| \| 편집 \| |  |      |
| 보건 - 코로나19 범유행 - 대한민국의 0시 기준 누적 확진자 수가 198,345명으로 집계되었다. 전날 0시 대비 1,539명(국내 1,466, 해외유입 73)이 늘었다. |  |      |
| 2021년 7월 31일 (토요일) |  | 편집 |

| 2021년 7월 31일 (토요일) |  | 편집 |

| <          | 2021년 7월 | 2021년 7월 | 2021년 7월 | 2021년 7월  | 2021년 7월 | >           |
| 일         | 월         | 화         | 수         | 목          | 금         | 토          |
|            |            |            |            | 1 5.22 경술 | 2 23 신해  | 3 24 임자   |
| 4 25 계축  | 5 26 갑인  | 6 27 을묘  | 7 28 병진  | 8 29 정사   | 9 30 무오  | 10 6.1 기미 |
| 11 2 경신  | 12 3 신유  | 13 4 임술  | 14 5 계해  | 15 6 갑자   | 16 7 을축  | 17 8 병인   |
| 18 9 정묘  | 19 10 무진 | 20 11 기사 | 21 12 경오 | 22 13 신미  | 23 14 임신 | 24 15 계유  |
| 25 16 갑술 | 26 17 을해 | 27 18 병자 | 28 19 정축 | 29 20 무인  | 30 21 기묘 | 31 22 경진  |

| - 2021년 - 6월 - 7월 - 8월 편집하기 |